# Erdély története a magyar honfoglalásig

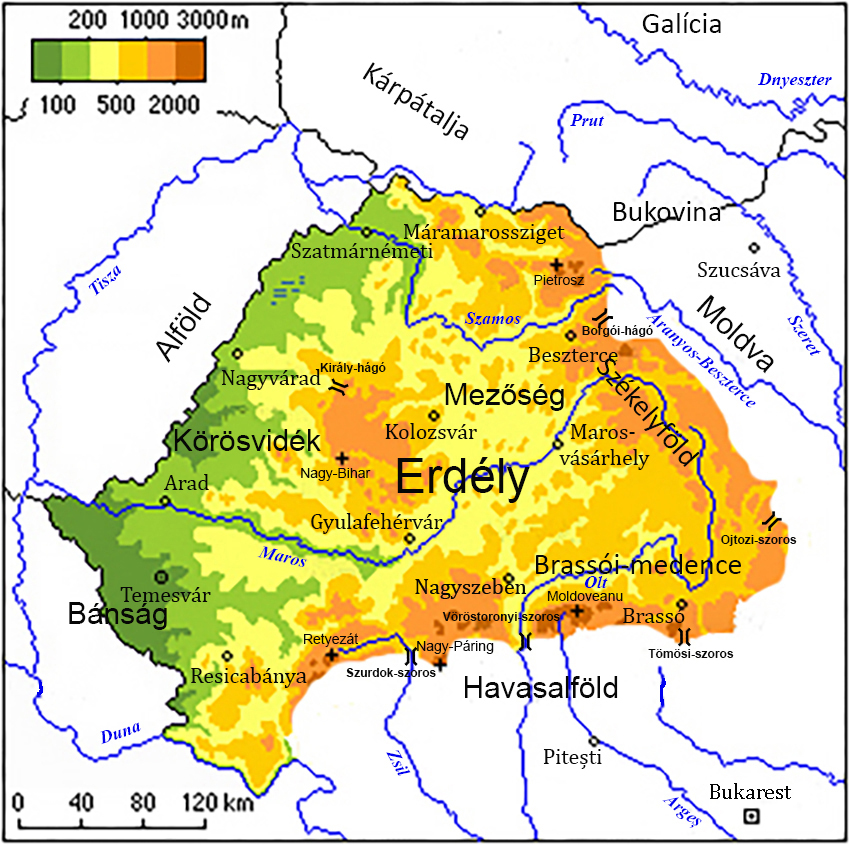
A széles értelemben vett Erdély hegy- és vízrajzi térképe

A magyarság számára oly fontos Erdély történelme a honfoglalás előtt is rendkívül mozgalmas volt. Az őskőkorszakban megjelent itt a  cro-magnoni ember, majd több jelentős kőkorszaki kultúra, mint például a Körös-kultúra, a Vinča–tordosi kultúra, valamint a vonaldíszes kerámia kultúrája váltotta egymást ezen a területen. A középső és a késői neolitikumból a sokasodó leletek arra mutatnak, hogy a Kárpátok hegykoszorúja mögött főleg keletről érkező új és új népcsoportok keveredtek, váltották egymást. A bronzkorban felértékelődtek a terület érclelőhelyei. E kor végén a Gáva-kultúra népe foglalta el a mai Erdély nagy részét. Ez a kultúra valószínűleg a már az írott forrásokban is megjelenő dákokhoz és gétákhoz köthető.
A dákok erősödő birodalma a rómaiak számára is veszélyt jelentett, ezért súlyos harcok után meghódították a területet. Másfél évszázad után azonban már fel is kellett adniuk Dacia provinciát a népvándorlás csapásai, a gótok támadása miatt. A terület rövid időre a hunok birodalmának része lett, majd a gepidák alakítottak ki itt tartósabb királyságot. Tőlük avarok ragadták el Erdélyt. Az Avar Kaganátus bukása után szlávok telepedtek meg a térségben, az Erdély déli részén található fontos sólelőhelyek kiaknázására, védelmére pedig Omurtag bolgár kán létesített telepeket a magyar honfoglalók érkezése előtt.

## Őskor

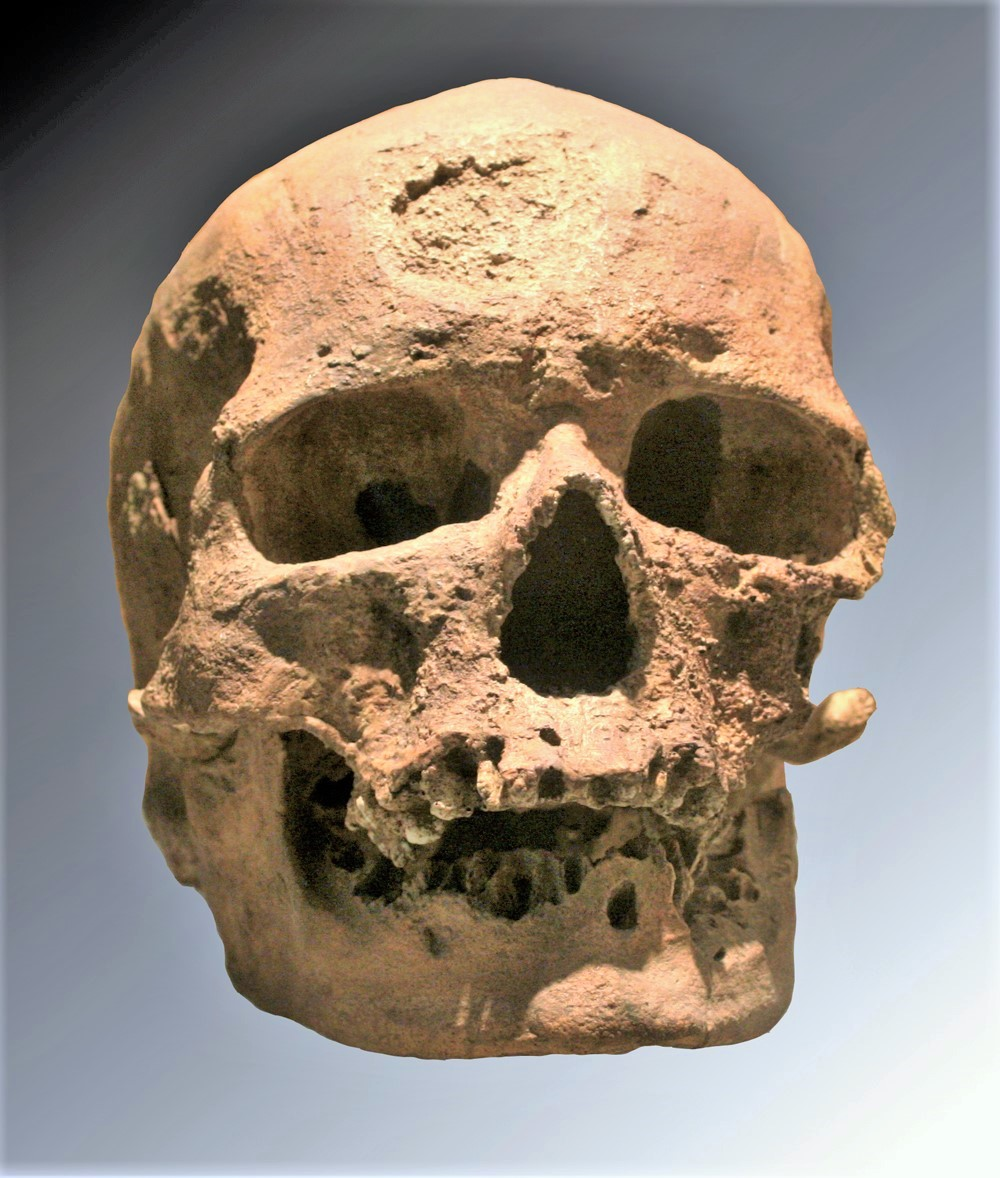
Cro-magnoni koponya

Erdélyben későn települtek meg az első embercsoportok. Szórványos, korábbinak tűnő leletek után az emberi élet első biztos nyomai a középső őskőkorszakból származnak. Az utolsó jégkorszak elején ősemberek telepedtek meg a Maros középső folyásának vidékén található barlangokban. A Csoklovina közelében talált leleteket 29 000 ± 700 évre datálták és a cro-magnoni ember típusába sorolták.
A mintegy 8000 évvel ezelőtt virágzó Starčevo–Körös-kultúra Erdély területén is megjelent. Telepeik vizek közelében találhatók, házaik oszlopos szerkezetűek, tapasztott sövényfallal (Lécfalva). A felszíni építmények mellett földbe mélyített kunyhókat is ismerünk (Lécfalva, Maroscsapó). Halottaikat a falvakban temették el oldalukra, felhúzott lábakkal, általában melléklet nélkül (Sepsiszentgyörgy, Kolozsvár-Bácsi-torok). A leletanyagban a vadászott és tenyésztett állatok gyakran közel azonos mennyiségben fordulnak elő, de több helyen már a tenyésztett állatok szerepe a döntő. A Starčevo–Körös-népesség az i. e. 6. évezred közepén gömbös testű, vörös színű edényeket készített.
I. e. 5000 körül újabb csoportok települtek Erdélybe, az ő hagyatékuk a szászhermányi leletegyüttes, ahol polyvával kevert anyagú durva edények és vörös bevonatos finomabb tálak kerültek elő.
A középső neolitikumban megszűnt az előző korszakot jellemző egység. Szinte minden irányból érkeztek új népcsoportok. A Maros középső folyása mentén, a Déli-Kárpátok és az Érchegység között, keleten Fogarasig a Vinča–tordosi kultúra népe; Délkelet-Erdélyben, északnyugaton a Mezőségig – Moldva felől – a vonaldíszes kerámia kultúrája jelenik meg. A Vinča–tordosi kultúra népe már igen korán készített rézeszközöket (Balomir, Radnót), s használták a közeli Zalatna aranylelőhelyeit is. Búzát termesztettek, sok állatot, főként szarvasmarhát tartottak. Borona- vagy sövényfalú talpas házaikat tapasztott agyagpadlóval építették. Edényeik között gyakoriak a vörös bevonatú kecses kelyhek.
A kései neolitikumban egyre több adat mutat Erdélyben számos különböző népcsoport, kultúra keveredésére, váltakozására. Ilyenek a Boian-kultúra népe, valamint a Petreşti-kultúra. Keletről már nagyállattartó, lovas népcsoportok is behatoltak Erdélybe. A népmozgalmak itt és a Kárpát-medence keleti felében általában a népesség folyamatos cserélődéséhez, anyagi kultúrájuk megváltozásához vezettek.
A középső bronzkorban a Segesvár melletti Wietenberg dombról elnevezett Wietenberg-kultúra egyesítette Erdélyt. A Kelet-Közép-Európában használt bronztárgyak, aranyékszerek szinte mindegyik fajtája előkerült területükön. Kincsleleteik és „fellegváraik” miatt valószínű, hogy számban erős, harcos arisztokráciájuk volt. Leleteikben egyes szakértők az egyidejűleg virágzó mükénéi kultúra hatását vélik felfedezni.

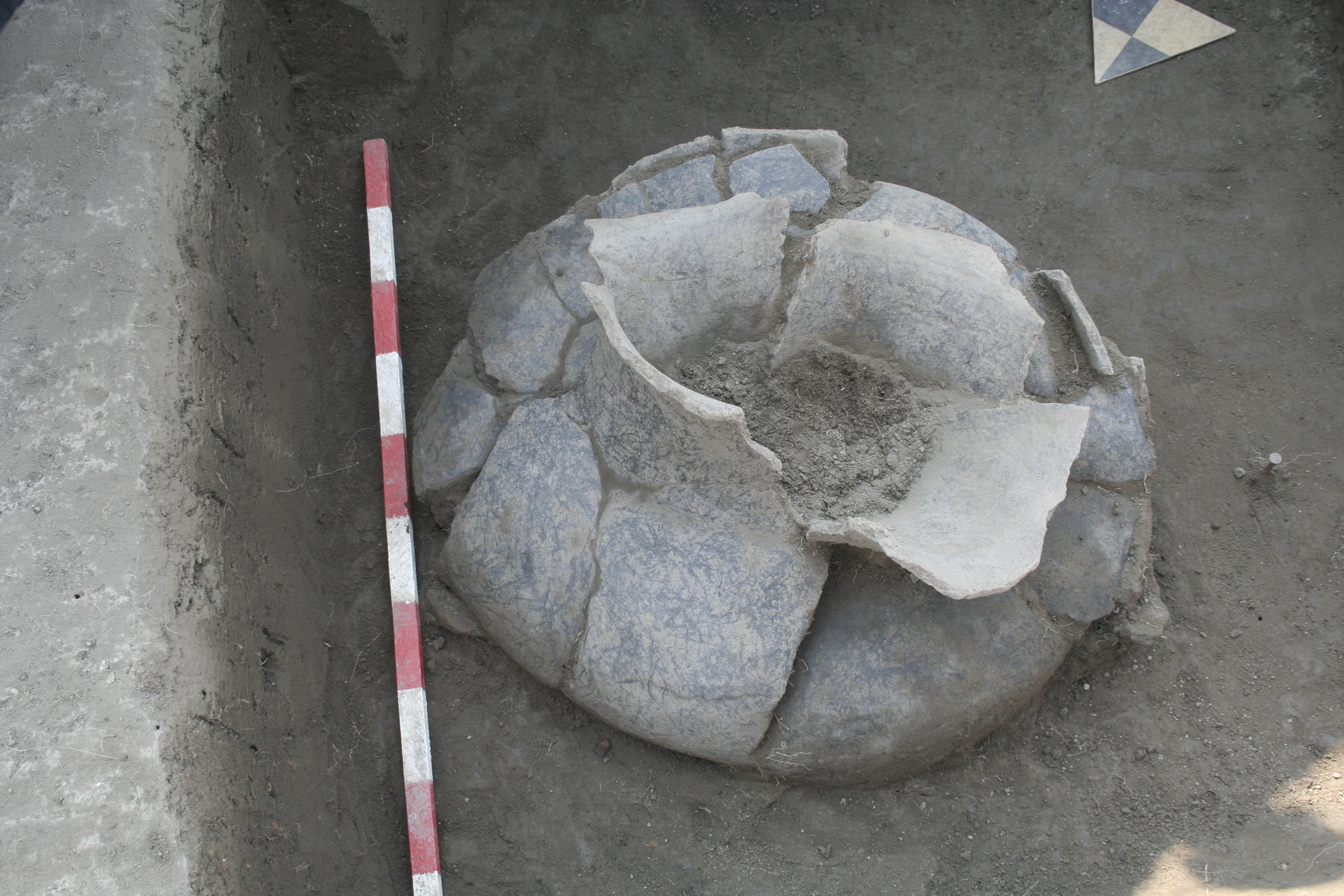
A Gáva-kultúra cserépedénye a szászveresmarti lelőhelyről

Erdélyt a késő bronzkor korai szakaszában több hullámban a keleti sztyeppek különböző pásztornépei hódították meg. A bronzkor végén a Gáva-kultúra népe foglalta el a Küküllő (leleteik Medgyes közelében kerültek elő) és az Olt völgyét (Réty), a Mezőséget és a Szamos vidékét (Oláhlápos). Sok szarvasmarhát tartottak, nagy lóállományuk volt. A bronzsarló-leletek nagy száma ellenére földművelésük nem volt kiterjedt, a hús nagy részét is vadászattal szerezték.
Újra felvirágzott az Érchegység bronzművessége. A fejszék, sarlók, kardok, lándzsák, övek, tűk, bográcsok nagy számban kerültek elő a földbe ásott raktárleletekből, mint Ispánlakán, Felsőmarosújváron, Nagysinken és Marosfelfalun (Cincu–Suseni-„horizont”).
A Gáva-kultúra népei nagy területet foglaltak el, leleteik előbukkantak Erdélyen kívül a Bánságban és a Tiszántúlon, a Kárpátoktól keletre Galíciában és Besszarábiában (Holihrad- és Kisinyov-kultúra), még a Dnyeper vidékén is. A Kárpátoktól délre, Havasalföldön és mai Észak-Bulgáriában is olyan népesség élt ekkoriban, amelynek anyagi kultúrája közel állt hozzájuk (Babadag- és Pšeničevo-kultúra). Ez a terület nagyjából a dákok, géták és más, később az írott forrásokban is felbukkanó népcsoportok ismert lakhelyeivel esik egybe. Nagy népességmozgásokra nem utalnak jelek ekkoriban, ezért valószínű, hogy a Gáva-kultúra az ő elődeik hagyatéka.
A késő bronzkor végén a Kárpát-medencében újra ázsiai lovas hódítók tűntek fel. Ezek a jelek szerint különböző etnikumú jövevények gyakran egymással is harcoltak. Nyomukban különböző, néha egészen kicsi, többnyire kevert etnikumú közösségek jelentek meg (Balta Verde-, Bosut-, Dálya-, Mezőcsát-csoport). A Gáva-kultúra és a rokon csoportok területén belső lakosságcserék történtek, Erdély késő bronzkori lakosságának nagy része is elvándorolt, valószínűleg a Kárpátokon túlra. Helyüket a lovas hódítók csoportjai, valamint Al-Duna-vidéki, kisebb részben dél-dunántúli telepesek foglalták el.
A hallstatti kultúrával rokon Basarabi-kultúra hordozói a Maros középső folyása felől (Gyulafehérvár, Tărtăria-Alsó-Tatárlaka), az egész Erdélyi-medencében megtelepültek (Marosvásárhely, Maroscsapó, Kolozsmonostor). Telepeiket gyakran megerősítették. Főként állattartással foglalkoztak, de jelentős volt a fémművességük: ekkoriban került sor az áttérésre a bronzról a vas használatára. A fegyverek, szerszámok mind gyakrabban vasból készültek. Ez a kora vaskori népesség közeli rokona volt a kelet-európai szkítáknak. Az i. e. 5. század végén író, de Milétoszi Hekataiosz i. e. 6. század végi adatait használó Hérodotosz úgy tudta, hogy a Maros az agathürszöktől folyik a Dunába.
Az agathürszök az i. e. 4. század végén eltűntek Erdélyből, távozásuk oka minden bizonnyal a kelták megjelenése a Balkán felől. A kelta betelepülés nyomai az i. e. 3. század elejétől figyelhetők meg. A betelepülők zöme azonban alföldi dákokból állt (Vekerzug-kultúra).

## Ókor

A Traianus-oszlop Rómában a dákok elleni győzelem emlékére

Erdély déli részén, a Ruszka-, Szörényi- és a Kudzsiri-havasok által határolt területen és ettől északra, a Maros völgyében az i. e. 1. században számos erődített magaslati, valamint nem erődített település jött létre, amit a kutatók a dák társadalom megerősödésének tulajdonítanak. Ezen a területen, ami a Maros, a Zsil és az Olt völgyén át kapcsolatban állt a Dunával és központja a Marosba ömlő Városvíz völgye volt, sűrűn megtalálhatók a Boirebisztasz dák uralkodó által veretett pénzek.
A dák társadalomra nagy hatást gyakorolt a késő kelta oppidum-kultúra. Ennek jelei a vaseszközök használata, a fazekaskorong, sőt a magaslati erődök is. A helyi pénzverés megindulása jelzi e kereskedelem fejlődését, de a dákok gazdasági életében a naturálgazdálkodás és az önellátás maradt a döntő.
A dák társadalom két élesen elkülönülő rétegre oszlott. Az előkelők szőrme- vagy nemezsapkát hordtak, ezért a görög források „tarabosztészeknek” vagy „sapkásoknak” nevezik őket, szemben a köznép „hosszú hajúaknak” nevezett rétegével. Az uralkodó osztály erődített településein fennmaradt, nagyrészt importból származó luxuscikkek mellett a köznép nyílt telepein szegényes, kézzel formált kerámia és igen egyszerű fémtárgyak alkotják a leleteket.
Boirebisztasz a korban nem szokatlan módon, történelmileg rövid idő alatt, óriási területeket és idegen népek sorát hódította meg az i. e. 1. század első felében, hosszú, valószínűleg négy évtizedes uralkodása alatt. A Dák Királyság gyors felemelkedése kiváltotta a Római Birodalom aggodalmát. Boirebisztasz azonban i. e. 44-ben politikai gyilkosság áldozat lett, királysága négy részre szakadt. Ezek közül csak a Kárpátokon belüli, erdélyi királyság tekinthető dáknak.
A részekre szakadt dák birodalom mindegyik királya Boirebisztasz politikai utódjának tekintette magát, és hódító törekvéseik voltak. Így a dák veszély érzete tovább élt a római közvéleményben. Kisebb összecsapások után a dákok szövetségesi viszonyra léptek Rómával. I. e. 85-ben azonban a dákok támadást intéztek a Dunától délre eső területek ellen, aminek áldozatul esett Moesia helytartója is. Domitianus római császár Moesiába utazott, és több hónapig szervezte a visszavágást. Az ellentámadást Cornelius Fuscus vezette, aki átkelve a Dunán sikerrel nyomult előre a dákok földjén. Diurpaneus dák király ekkor adta át a hatalmat Decebalnak, aki uralkodását a Fuscus seregén aratott fényes győzelemmel kezdte (i. sz. 87). Fuscus elesett, és egy légiót megszűntnek kellett nyilvánítani. Csak a harmadik római hadvezérnek, Tettius Iulianusnak sikerült 88-ban a győzelmet kicsikarnia, miközben Róma a germánok ellen is súlyos harcokat vívott.
A csakhamar megkötött béke és új szövetség kedvező volt a dákok számára. Decebal rendszeres pénzjuttatást (stipendiumot) és római szakembereket is kapott. A 88-ban kötött békeszerződésen Diegis nevű követével (talán testvérével) képviseltette magát; az ő fejére helyezte Domitianus a kliensfejedelem hatalmát jelképező diadémot.
Decebal a békekötés után jelentősen megnövelte királysága kiterjedését. Dacia határa ekkor Ptolemaiosz szerint nyugaton a Tisza, északon a Kárpátok, keleten a Dnyeszter volt. Ennek az óriási területnek jó részét nemcsak dákok, hanem kelták, szarmaták és más népcsoportok is lakták. Decebal királysága hasonlított Boirebisztasz sok népet egyesítő királyságához, amelyből az ő halála után csak a centrális terület, a Dunától a Marosig, a Bánságtól az Oltig terjedő rész maradt meg.
Decebal hatalma azonban nyugtalanította a rómaiakat, és az új császár, Traianus uralkodása negyedik évében megindult a dákok ellen. Hadjárataihoz óriási sereget vont össze, és a másodikban végleges győzelmet aratott. Decebal valószínűleg Erdély keleti részébe menekült, ahol az őt üldözők elől az öngyilkosságot választotta. Fejét Traianushoz vitték.
A dák királyság pusztulásával a dák társadalom is széthullott. A köznép részben kivándorolt, az otthon maradottak egy részét rabszolgának hurcolták el. Az uralkodó réteg, a „sapkások” kasztja széthullott, nagyrészt fizikailag is megsemmisült. A papi hatalom a királysággal együtt megszűnt, a dák vallásnak a római uralom idejéből semmi nyoma nem maradt. A nagy vérveszteségek miatt Traianus és utódai a birodalom minden részéből szorgalmazták telepesek bevándorlását a meghódított Daciába.

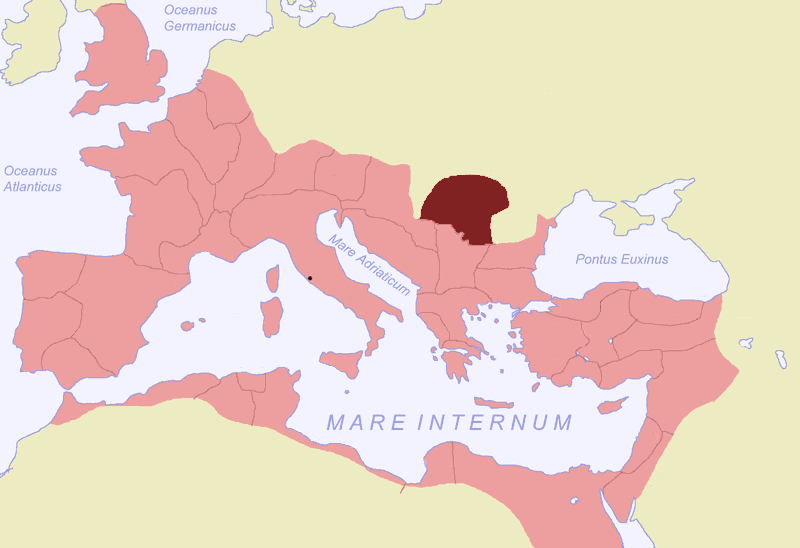
Dacia provincia a Római Birodalomban

Dacia provincia térképe

Dácia volt az utolsó tartomány (i. sz. 106), amellyel a Római Birodalom  gyarapodott, s az első amelyet elvesztett (271). A rómaiak Daciából történt kivonulásának oka a gótok hatalmának növekedése volt. A gótok keletről a Duna vonalán újra meg újra be tudtak törni a birodalomba, ez ellen a mai Erdély területén állomásozó csapatok nem sokat tudtak tenni. A gótok 268–269. évi újabb balkáni betörése megpecsételte a tartomány sorsát. Bár a gótokon Naissusnál (Niš) II. Claudius császár nagy győzelmet aratott (269), amiért megkapta a „Gothicus” melléknevet, ez arra sem volt elég, hogy megakadályozza a gótok újabb betörését 270-ben. Ekkor nem maradt más hátra, mint a terület fokozatos kiürítése. Aurelianus császár 271-ben elrendelte  a kiürítést: a légiók és a lakosság áttelepült a Duna jobb partjára, Moesiába.
Ezután különböző népek (nyugati gótok, taifalok, hunok, gepidák, vandálok) átvonulási- vagy szállásterülete lett Erdély.

## Erdély területe a 3. századtól a 10. századig
A római Dacia pusztulásától a magyar honfoglalásig, addig, míg a gyulák egy feledésbe merült ókori város romjain felépítik első, központjukat, a „Fehér” várat, hétszáz év telt el. Az ókori írásos források helyett újra csak a gyér régészeti leletekből lehet következtetni a terület történetére. 

### A gótok Erdélyben és környékén
A vizigótok a rómaiak felett aratott győzelmük után mintegy 100 évre berendezkedtek a területen, és sikeresen védték meg azt a többi, osztozkodni kívánó népcsoport, így a gepidák és vandálok ellen. Athanarik nyugati gót király hatalmát végül 376 nyarán a hunok omlasztották össze. Éjszaka úsztattak át a Dnyeszteren, hajnalban támadták meg a folyó átjáróját őrző gót tábort. (Hasonló sikeres „nomád” taktikát alkalmaztak századokkal később a magyarok a pozsonyi csatában, majd a mongolok Muhinál). A vizigót törzsek Alavivus és Fritigern vezetésével a Dunán át római területre menekültek, Athanarik és kísérete pedig a vesztett csaták után a hegyek közé vonult vissza. 380 körül azonban egy újabb nomád támadás megint menekülésre késztette Athanarikot, aki végül 381-ben Konstantinápolyban halt meg. Ezzel ért véget Erdély első „posztrómai” korszaka, a gótok erdélyi uralma. A gót nép erdélyi megtelepedésének régészeti emlékei közül a leghíresebb Marosszentanna gót temetője, aminek feltárása 1903 és 1912 között korszakalkotó jelentőségű volt az európai népvándorlás kori régészetben.

### A hunok Erdély körül

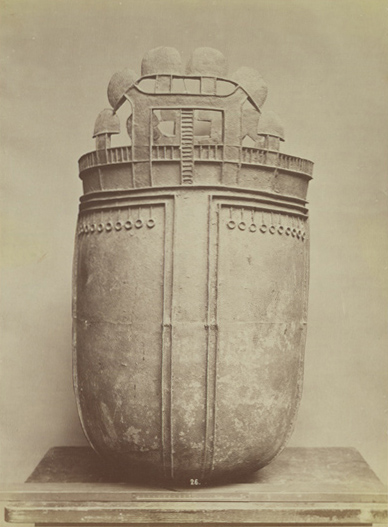
Jellegzetes hun üst, településterületük biztos régészeti jele

A gótok legyőzése után a hunok csak fokozatosan lakták be a meghódított területet, amelynek főleg az al-dunai része ideális bázissá vált nagyállattartó–szállásváltó életmódjuk számára. A hunok szállásait a jellegzetes rézüstök és gazdag „diadémás” női sírok jelzik. Az Uldin vezette hun hatalmi szervezet a Havasalföld közepén, a közlekedési csomópontokban fekvő egykori római városok területén építette ki központját, és kezdetben jó, időnként szövetségesi kapcsolatokat ápolt a keletrómai császársággal és a nyugatrómai kormányzattal is. Havasalföld egyfajta politikai központtá vált, ahonnan hun seregek áradnak szét Itáliáig, Pannoniáig, Moesiáig.
Egy másik hun szárny, amely az írott történeti forrásokban nem szerepel, északról kerülte meg a Kárpátokat, és szállásait a Visztula és az Odera felső folyása mentén alakította ki. Régészeti nyomaik részletekbe menően megegyeznek az al-dunai síkságon találtakkal. Ennek nyomán valamikor 406 előtt elmenekültek a Kárpát-medence északi részéből a vandálok, az alánok, valamint a szvébek. Az egyetlen germán nép, amely a Kárpát-medencében maradt, a gepidák voltak, akik ezután egyeduralkodóvá váltak a Tiszától keletre és Erdélyben.
Ruga hun nagyfejedelem idején, az Olt völgyének megszállásával kerülhettek hunok Erdélybe is. Az Olt mentén szállásváltó egyik hun előkelő nyári szállása Brassó környékén lehetett a 430 körülre keltezett leletek szerint. A 425–455 közötti időből csak kevés hun lelet ismeretes Erdélyből, főleg a Maros-völgy mezőségi szakaszáról. A Sáromberkén talált színarany hun ékszer, cikáda a legkorábbi. Ez a méltóságjelvény a Fekete-tenger északi partvidékén készülhetett a 400 utáni években.
Az erdélyi tényleges hun uralom legfontosabb bizonyítéka két szászsebesi aranypénzlelet, ahol fellelték a Kusán Birodalom, II. Theodosius bizánci császár, valamint nyugat-római császárok pénzeit is.
A Marosvásárhelyen és másutt előkerült jellegzetes hun kori leletek nem különböznek a Kárpát-medence más vidékeiről ismert hun leletektől. A mezőségi Újősön megtalálták Erdély első hun kori köznépi temetőjét is. Találtak Gyulafehérvár környékén 4. század végi – 5. század eleji, Kaukázus vidéki alán típusú bronzfibulát is, ami a hunok e legkorábbi szövetségeseinek erdélyi jelenlétét jelzi.
A 420-as évektől 455-ig Erdély minden bizonnyal a hun fejedelmek és főemberek nyári szállása volt. Ez a három évtized egyben Erdély településtörténetének a mélypontja is lett; a hunok elől minden korábbi lakosság elmenekült, jól lakható területek kiürültek, a településterület összezsugorodott, az erdőségek teret nyertek.

### A gepidák Erdélyben és környékén

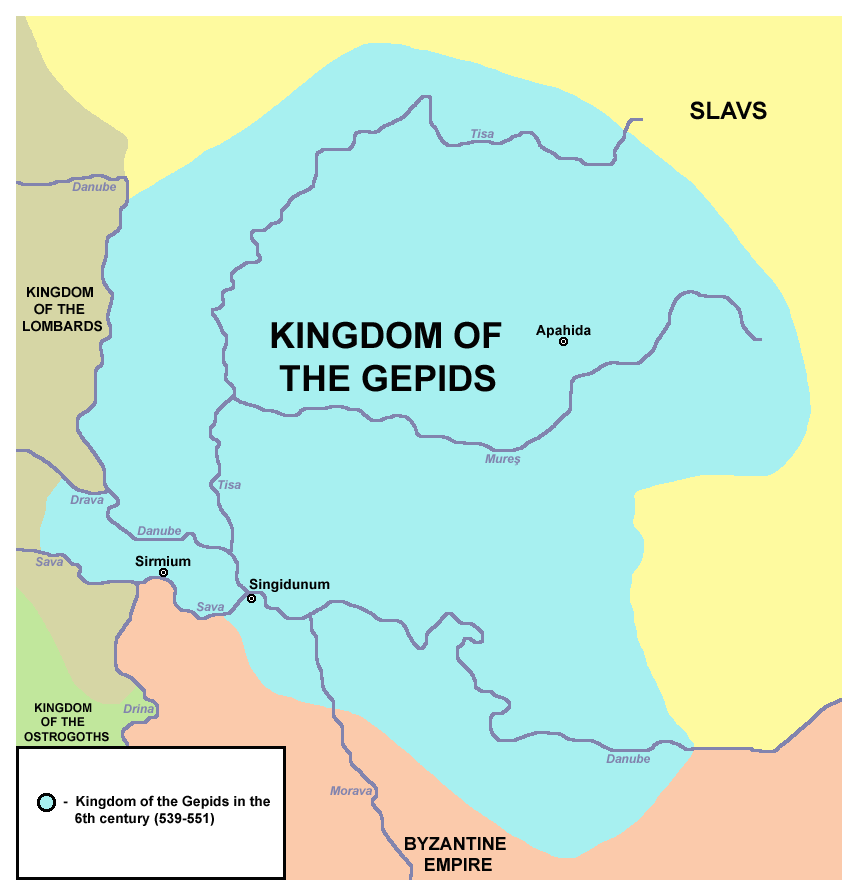
A gepida királyság legnagyobb kiterjedése 539 és 551 között

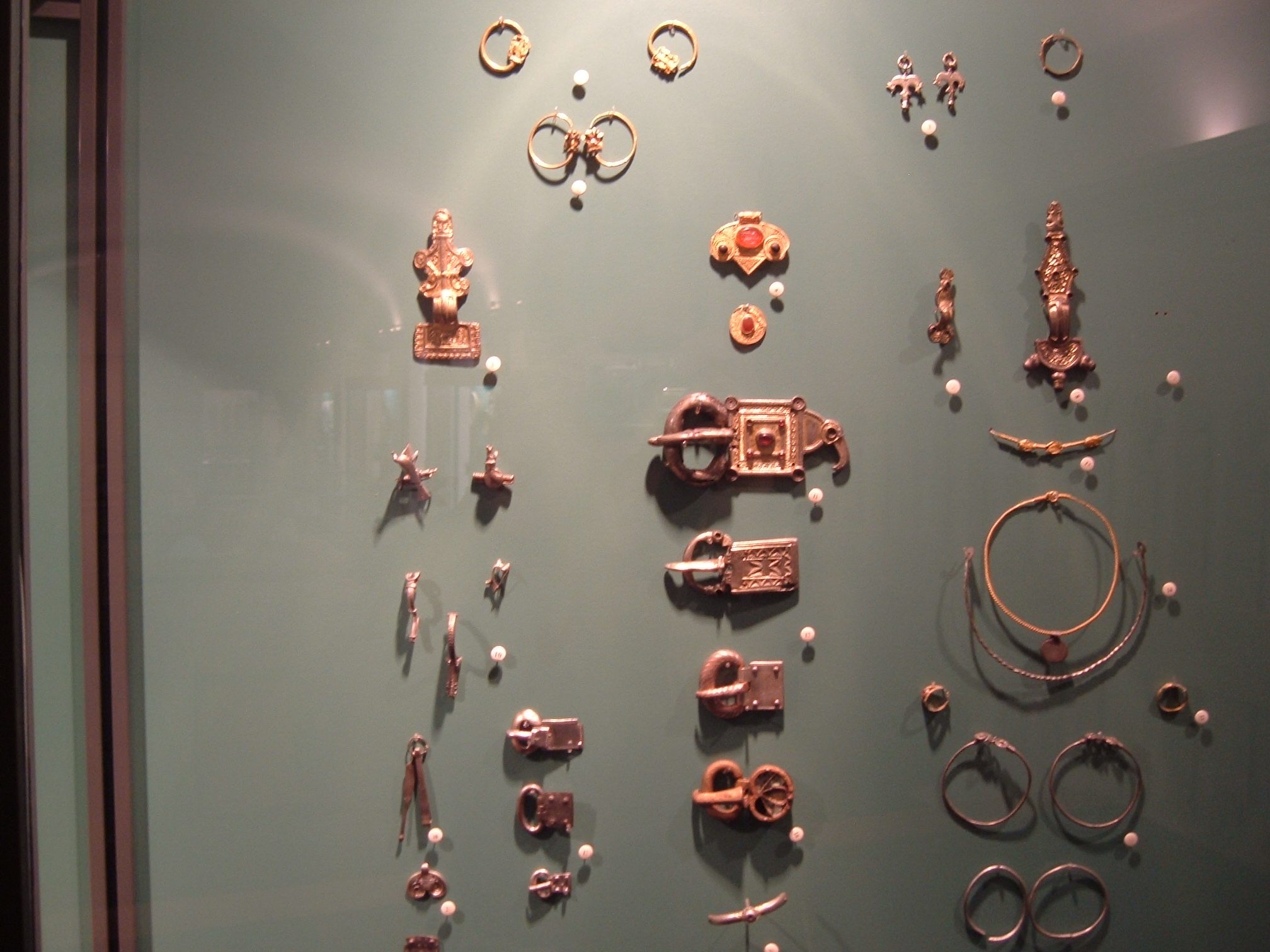
Gepida leletek Szandaszőlősről (Damjanich János Múzeum, Szolnok).

A gótokkal hagyományosan vetélkedő, harcoló gepidák településterülete a Felső-Tisza vidékén, a Bodrog–Ér–Kraszna–Szamos folyók völgyében helyezkedett el. A hunok érkezésekor a Kárpát-medence északi részében élő több más germán népcsoporttól eltérően nem menekültek el. Ennek következtében a hunok leverték őket és kiirtották régi nemzetségi társadalmuk vezetőit, a törzsfők tanácsának tagjait, de magát a népet meghagyták régi településeiken. Így a hun uralom megszilárdulása után a gepidák maradtak a Dunától keletre az egyetlen jelentős nép, amely zárt kötelékben élt a szomszédságukban. Hun uraik a köreikből új királyt, Ardarikot helyezték föléjük korlátlan hatalmú uralkodóként. A hunok háborúiban, beleértve a catalaunumi csatát, a hun haderő egyik legfontosabb összetevőjét alkották. Ardarik tehetséges vezetőként népe javára kamatoztatta ezt a helyzetet.
Ardarik 453-ban, Attila hun király váratlan halálakor harcedzett seregei élén magához ragadta a kezdeményezést és a Nedao melletti csatában legyőzte a hunok maradékait, majd 455-re elfoglalta az egész egykori Dacia területét. A Kelet-római Birodalomnak szövetséget és békét ajánlottak, valamint évjáradékot kértek, amit meg is kaptak.
A gepidák erdélyi betelepülése nyomán a hatalmi központjuk az antik Napoca romjai körül, a Kis-Szamos völgyében alakult ki. Az itt talált, különlegesen gazdag sírok nagy mértékben megegyeznek a korábbi, az Ér–Berettyó menti gazdag köznépi temetők leleteivel. A hun uralom idején a gepidák átvették a hun szépségideált is, így a koponyák csecsemőkori torzítását, magasítását. A szokással a hun uralom vége után a gepidák is felhagytak, a legidősebb torzított koponyájú embereket a 6. század első évtizedeiben temették. Így az ilyen leletek abszolút etnikumjelzőnek s egyben korszakjelzőnek (kb. 440–520) számítanak. Az erdélyi és kelet-alföldi gepida torzított koponyák (Székelyudvarhely-Marhapiac 1874, Szászbonyha, Segesvár-Herzes, Baráthely, Galacfalva-Vermek, Maroslekence, Malomfalva-Hula és -Podej, Marosveresmart (torzított koponyájú férfi magányos temetkezése háromélű nyílcsúcsokkal – esetleg hun kori), Maroscsapó, Magyarkapus-Kenderáj, illetve Elek-Kispél, Magyarád és Arad-Gáj) igen nagy jelentőségűek.
Napoca romjai közelében a legrangosabb gepida fejedelmi személyek éltek. Temetkezési helyük a mai Apahida falu helyén volt, ahol már több fejedelmi sírt tártak, fel, sajnos sírrablók korábban mindegyiket megbolygatták. Az Apahida I. elnevezésű lelőhelyen (1889) ennek ellenére fontos kincseket találtak. A szétdúlt vaskapcsos koporsó körül remekmívű áttört díszítésű, hagymagombos késő antik-bizánci aranyfibulát találtak, ami egyenrangú barbár fejedelmeknek küldött császári ajándék lehetett. Találtak még két díszes ezüstkancsót, ami szintén keletrómai ajándék lehetett, tömör arany karperecet, ami a 3–4. századtól a germán királyok egyik megkülönböztető jelvénye. A 6 darab vadkanfejes, nagyméretű arany függődísz eddig egyedülálló és nem tudni, hogy miről függtek le, de lehetséges, hogy ez korona volt. Az ékszereken több helyen kereszt szerepel, ami tulajdonosa hitére utal, a feliratokból értelmezése pedig egy Audomharius („a seregek ura”) név fejthető ki, ami azonban az írott forrásokban sajnos nem szerepel. A leletek alapján a sírt a 454–500 közötti időre keltezték.
1968-ban egy további, de szintén feldúlt fejedelmi sírt is feltártak, 1963-ben pedig egy edényben elásott aranykincsleletet találtak, ami valószínűleg a sírrablók zsákmányának csekély részét, 617 gramm tört aranyat tartalmazott a két (vagy több) feldúlt sírból. Számos további kisebb gepida aranylelet is előkerült a korból, ami azt bizonyítja, hogy a gepidák vezető rétege megszerezte a hunok mérhetetlen aranykincseinek jelentős részét. A napocai királyi székhelyet és a körülötte fekvő udvarházakat a 6. század elején elhagyták, ami minden bizonnyal erőszakos beavatkozás következménye lehetett.
A 6. század elejétől a gepidák erdélyi társadalmára jelentős hatással volt a frank Merovingok felemelkedése Nyugat-Európában, ami viszonylagos gazdasági és társadalmi stabilitással járt Európa nagy területein. A gepidák voltak a legkeletibb keleti germán eredetű és nyelvű nép, amelyet az új európai művelődés még elért. Saját hagyományaik azonban nem tűntek el, a meroving hatás előtti és utáni gepidák közt nincs törés. Anyagi kultúrájukat színezték a keletrómai kapcsolatok, a beáramló bizánci árucikkek és technikai megoldások, 504 után pedig a keleti gótok megtelepedése, műhelyei és kereskedelme a Szerémségben. A szláv vándorlás kezdetéig (518, I. Iusztinosz bizánci császár trónra lépése), a gepida leletekben felbukkannak krími gót összeköttetés jelei, a Tiszántúlon pedig a közvetlen és kölcsönös dél-svédországi kapcsolatok bizonyítékai egészen 540–550 tájáig. A gepidák 6. századi települési tömbjei (Tiszántúl, Szerémség és Erdély) között sajátos helyzete volt Erdélynek, főleg önálló vasművességén, ötvössége révén.

### Avarok

Az avarok a Kárpát-medencében 582-612

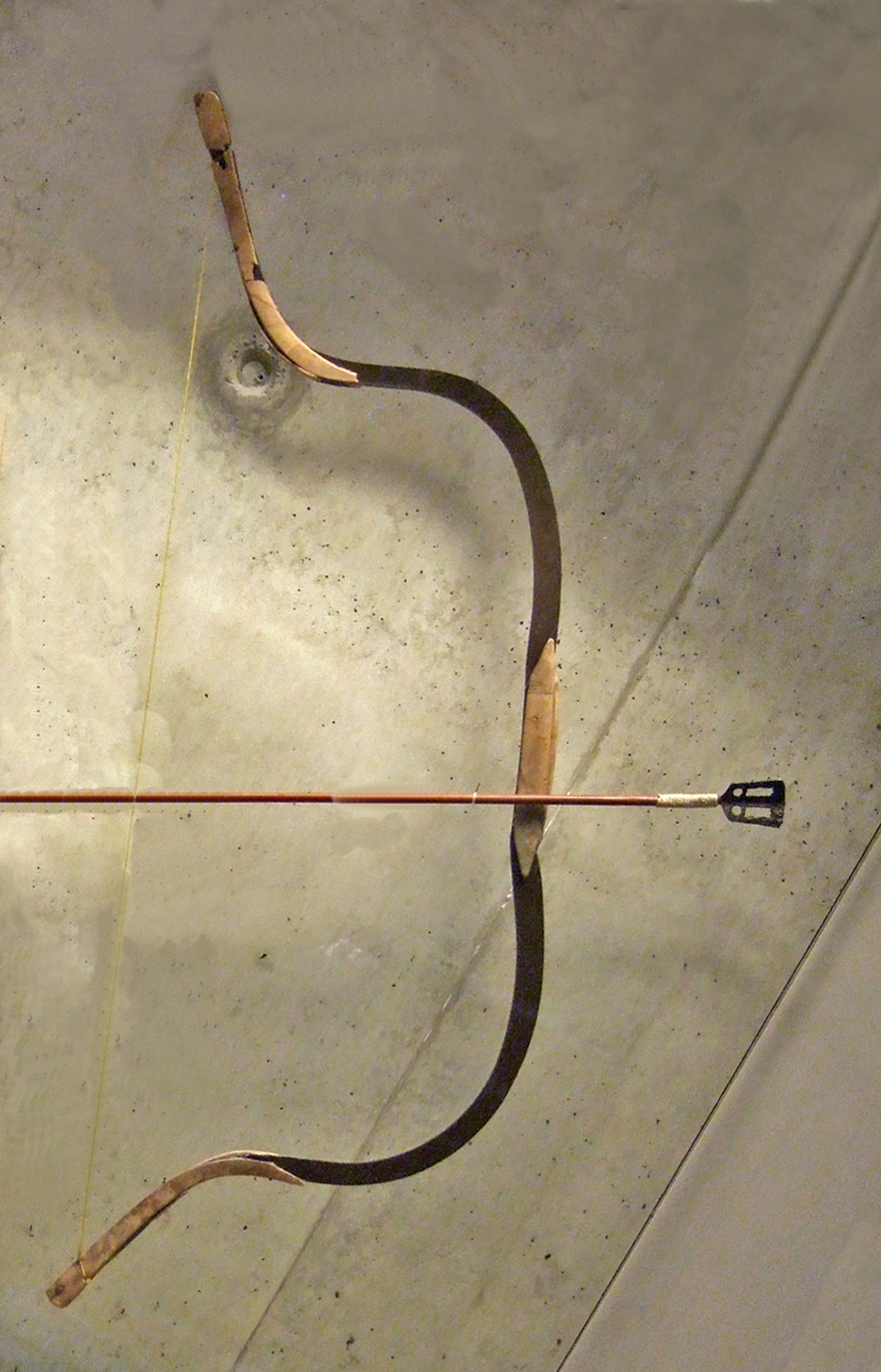
Reflexíj avar temetőből

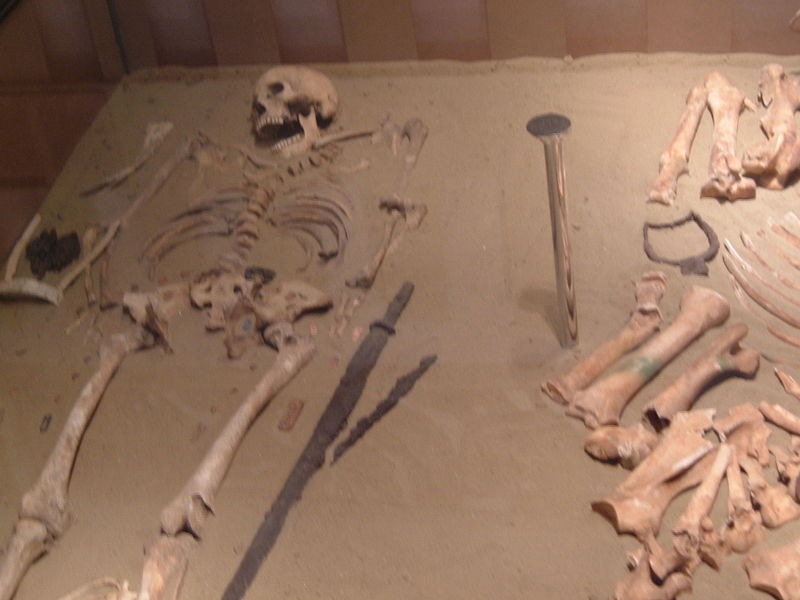
Lovával együtt eltemetett avar harcos

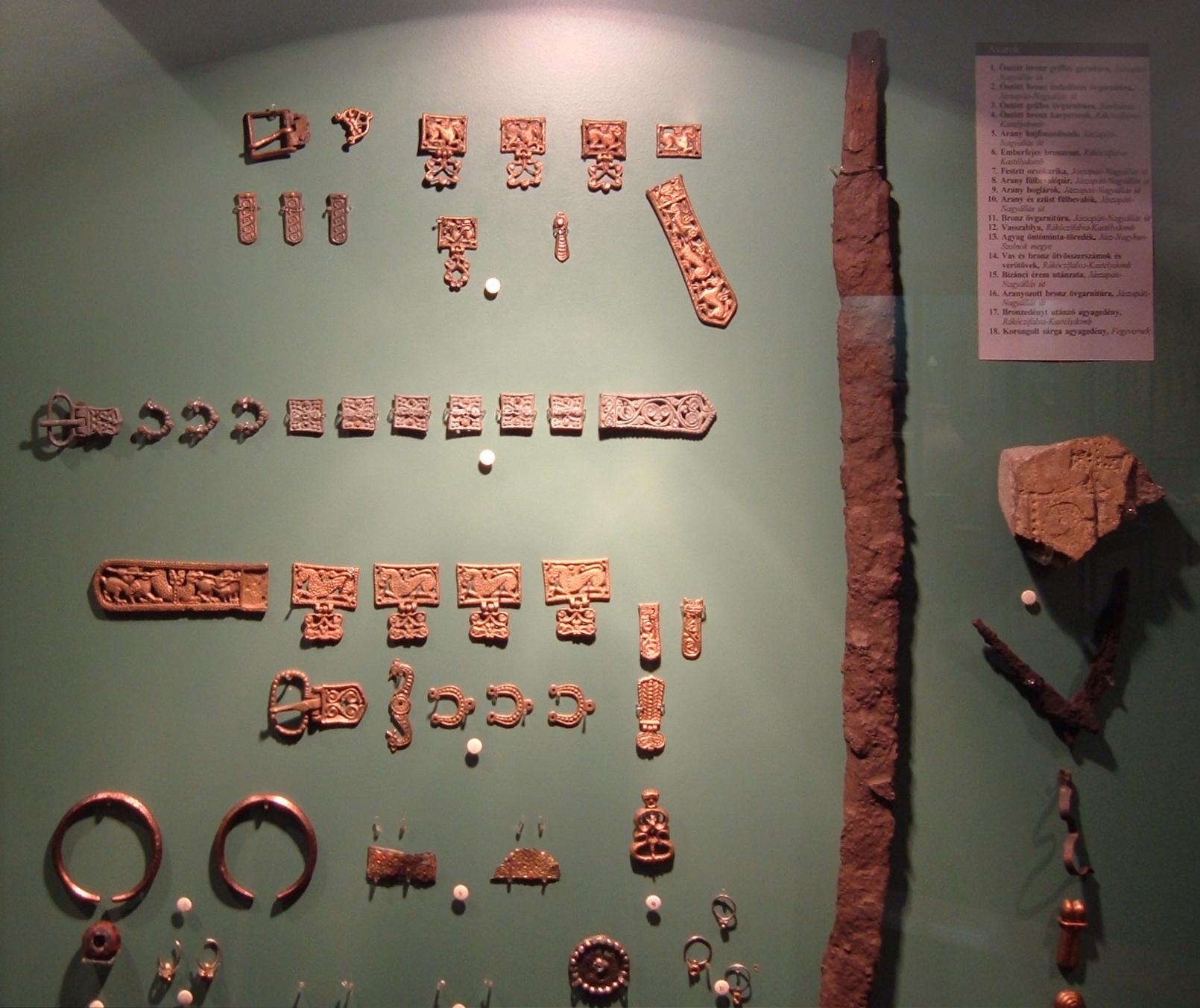
Avar leletek (Damjanich János Múzeum, Szolnok).

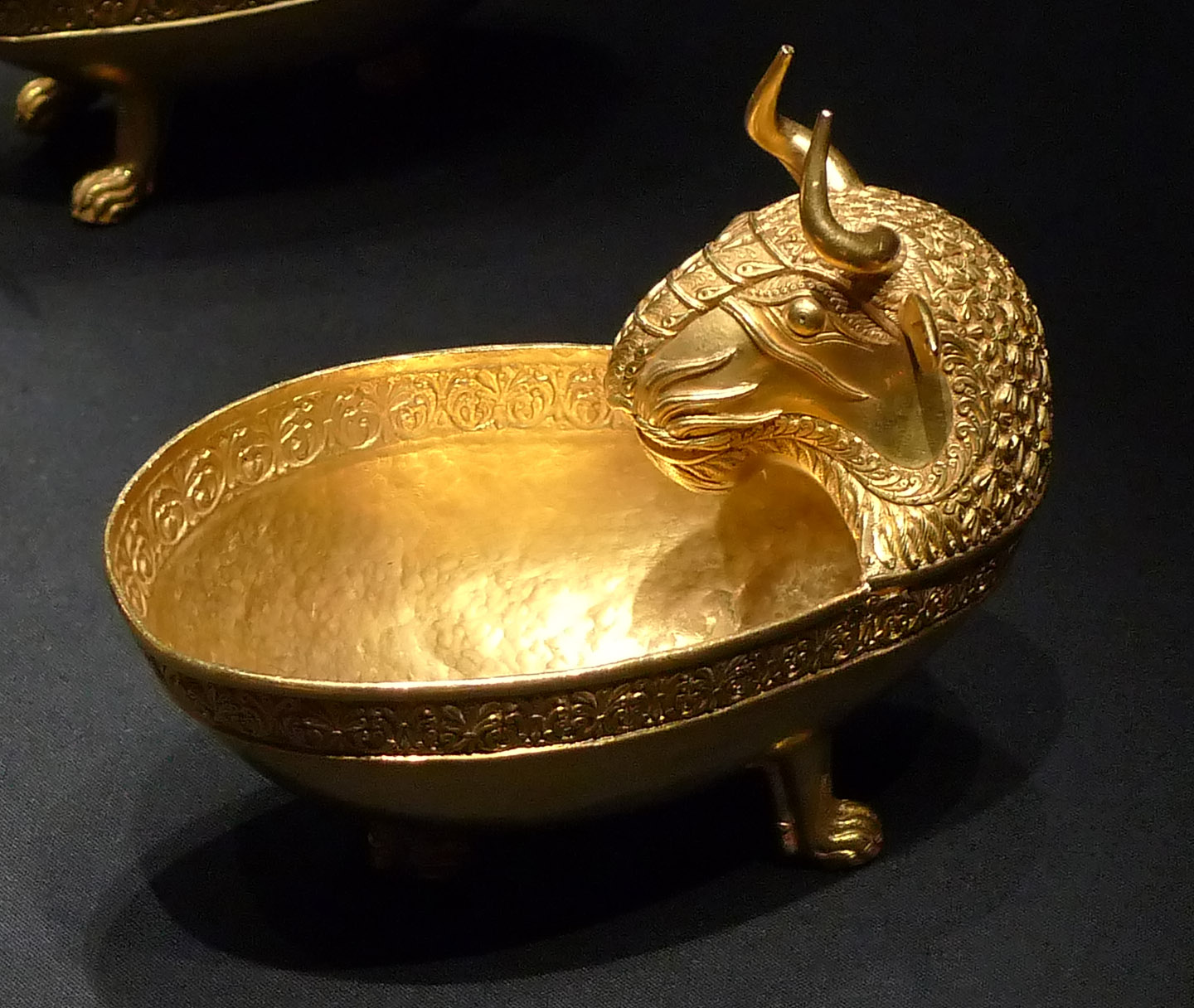
A nagyszentmiklósi kincs bikafejes ivócsanakja

A népvándorlás újabb hullámaként a türkök elől menekülő, 552 táján a Belső-Ázsia feletti hatalomból kiszorított avarok a longobárdokkal szövetségben 567 körül katasztrofális vereséget mértek a gepidákra, akiknek maradványai legnagyobbrészt elhagyták a Kárpát-medencét délnyugat felé. A gepidák pusztulása Erdélyben is csaknem teljes volt. A legtöbb ismert és értékelhető 6. századi gepida temető és a hozzájuk tartozó falvak élete megszakadt. Például a malomfalvi gepida falu helyén talált korai avar telepgödör is a lakosságcsere bizonyítéka.
Az Alfölddel ellentétben azonban néhány Maros menti (Marosnagylak, Marosveresmart), egy mezőségi (Mezőbánd) és egy Nagy-Küküllő menti  gepida temető használata folytatódott. A meghódoló gepida peremfalvak a 6. század vége után sajátos átalakuláson mentek át. Alapnépességük gepida maradt, de a gepida örökséget a 7. századtól avar és avar-szláv jellegű leletek tarkítják. Emellett a nyugati Meroving-kultúra területéről származó fegyveresek temetkezéseit is megtalálták e korból. Velük együtt érkezett asszonyok emlékei viszont alig mutathatók ki. Ebből úgy tűnik, hogy az első tudatos erdélyi „délnémet” telepítés az avarok műve volt, akik itt nyújtottak menedéket a meroving belharcok miatt elmenekült Duna–Rajna-völgyi alemannoknak és bajoroknak.
Az avarok legkorábbi szállásai és katonai őrhelyei Erdélyben a Barcaságból kivezető szorosokig terjedt. A vezető harcosok jellegzetes pusztai nomád temetkezési szokásait a 7. század elejéig megtartották. A korai avar máglyagödrökből belső-ázsiai vaskengyelek is előkerültek, az első ilyenek Európában. A Maros–Küküllők völgye kezdettől fogva az avar megszállás, majd a megtelepülés egyik fő vonulata volt. Az avar előrenyomulás egyik végpontját a Kis-Küküllő menti Dicsőszentmártonban egy égett kengyelpár lelete jelzi.
A régészeti irodalom által kunágotai fejedelemnek nevezett egyik korai avar főméltóság az Aradtól a Tiszáig terjedő Maros-völgy ura volt. Aranyban gazdag sírját a mai Kunágota közelében rejtették el. A temetkezés idején a bizánci solidusok a a 6. század legvégére keltezik. Katonai kíséretének gazdag lovas-fegyveres sírjai a Maros mindkét partján megtalálhatók (Németpereg, Apátfalva, Fönlak, Németszentpéter,Nagyszentmiklós-Bukova-puszta, Óbesenyő, Kiszombor, Deszk). Sírmellékleteik egyértelműen ázsiai fegyverek, lószerszámok. Az egyik fönlaki lovassír egy ötvöskovács temetkezése, innen került elő a Kárpát-medence leggazdagabb, 44 darabos bronz préselőminta-készlete.
Az Avar Kaganátus 630 körüli belháborújának jelei markánsan megmutatkoznak Erdélyben is: falvak-temetők szűnnek meg, a korábbi temetőket sokfelé feldúlják, kirabolják. A Korond–Firtosváralján 1831-ben talált aranykincslelet legkésőbbi érmei, Hérakleiosz bizánci császár 625 körül vert solidusai a kincs elrejtését és tulajdonosa eltűnését 630 körülre datálják. 

### Újabb avar bevándorlás és a szlávok
A 630 körüli avar belháború után, a kaganátus helyreállásával felgyorsult a szláv csoportok beáramlása, amelyek elfogadták az avar fennhatóságot.  Új korszak kezdődött a településtörténetben, megindult a korábban egyre terjedő erdők visszaszorítása, a megművelt terület növekedése, állandó falvak kialakulása.
IV. Kónsztantinosz bizánci császár uralkodása alatt (668–685) az onogur-bolgárok dunai honfoglalásával párhuzamos mozgalom keretében (amelynek hátterében a kazár birodalom terjeszkedése állott), a korábbi szállásaikról elűzött keleti népcsoportok hatoltak be az avar birodalomba, sőt annak északi részén az „új avarok” támadólag, sőt honfoglalóként léptek fel a Bécsi-medence felé és azon túl.
Erdélyben és környékén is sokfelé maradtak nyomai az új avar bevándorlásnak. Közéjük tartoznak az óbesenyői neolit kori telephalomba beásott lovas férfi, illetve női sírok is. A férfi sírjában az új férfidivatra jellemző kis gömböcskés ezüst fülbevalót, a nőiben az új jövevények közt gyakori keresztények jelképe, a füles bronzkeresztet találtak. A minden bizonnyal többlépcsős bevándorlásra és annak Közép-Ázsiáig visszanyúló hátterére Abd al-Malik omajjád kalifa Ófutakon fellelt aranydénárjából (685–705) lehet következtetni.
Erdély központi részében, Csákó-Szelistyén tártak fel egy családi sírcsoportot, ami egyszerre tükrözi a régit és az újat. A családfő katonai vezetőt a tarpánjával együtt temették el, újfajta fegyverével, az ívelt pengéjű szablyával, meg sajátos pikaheggyel és harci fokossal. Lapos talpú csizmát viselt, a ló mellett először találtak Erdélyben a lapos csizmatalphoz alakított, öblös kengyelpárt. A mongoloid vonásokat viselő női hozzátartozók pedig az előző korszakra jellemző fülbevalókat viselték, tehát az új nemességet csak a családfő képviselte. Az egykorú oláhgorbói temetőben viszont szegényes férfitemetkezések kísérnek újdivatú gazdag ékszerekkel eltemetett nőket.
Az új avar hatalmi központok erdélyi példája Gyulafehérvár. Az Al-Duna mentén az Orsova felé vezető egykori római hadiút közelében, Felsőlupkón 7–8. századi avara telep maradványait találták meg, ami azt jelzi, hogy az avar gyepű ekkoriban a Kárpátoktól délre húzódott.
A 700 után kialakult, a bronzból öntött övdíszek motívumairól elnevezett griffes-indás kultúra eredetét a régészek egy része korábban önálló népességhez, újabb bevándorlókhoz igyekezett kötni. A leletek alapos vizsgálata azonban világossá tette, hogy a késő avar kori anyagi művelődés, művészet, viselet, felszerelés, fegyverzet mintegy két nemzedéken át helyben alakult ki.
A régészeti lelőhelyek elterjedéséből megállapítható, hogy az avarság a 8. század végéig jelen volt Erdélyben, de már csak az Erdélyi-medence nyugati vidékén, a Maros középső völgyében és a Küküllők alsó folyása mentén, azaz településterületük Torda, Marosújvár, Kisakna sóbányái vidékére szűkült le. A 8. század második felében Dél-Erdélyben és a Szamos völgyében is feltűnt avar stílusú leletek valószínűleg azt jelzik, hogy a szláv főnökök elkezdték átvették az avarok sok jellegzetességét.
Valószínűleg az erdélyi avar uralom helynévi emléke a Küküllők neve, amely a török kökeleγ „kökényes” szóból származik. A Küküllők völgye a leletek tanúsága szerint 567-től egészen a 9. századig központi szerepet játszott az erdélyi avarok számára, a 6–7. század folyamán pedig az erdélyi avarság uralmi központja volt. A 8. században a mai Baráthely mellett az Erdélyből eddig ismert legnagyobb késő avar kori temető alakult ki. Az Avar Kaganátus végső összeomlásakor temethették el Nagyszentmiklós határában a 23 aranyedényből álló  
híres fejedelmi kincset.

### A szlávok Erdélyben
A délkelet-európai szláv népmozgalom a 6. század körül indult meg ukrajnai anyaterületéről. Az első biztosan keltezhető szláv lelet Erdélyben a mezőbándi temető avar részéből került elő, 600–630 közé datálták. Ezzel nagyjából egyidőben az Ojtozi-szoroson át nagyobb szláv csoportok érkeztek a Feketeügy (černa voda), Kászon-patak (kvas) és Kovászna (kvaśena) – mindkettő savanyút, ’savanyúviz’-et jelent – folyók völgyébe. E folyónevek szláv eredete egyértelmű, csakúgy, mint a legkorábbi teleplelőhelyek neve: Polyán és Csernáton. A háromszéki medencében különösen sok a szláv eredetű földrajzi név, mint Lisznyó, Szacsva, Zágon, Papolc, Esztelnek, Gelence, Polyán, Torja, Karatna és mások.
Az erdélyi szlávok 7–10. századi társadalmi szerkezete az eddigi leletek alapján archaikusnak látszik. Temetőik nemzetségi, nagycsaládi jellegűek (sírsorok a medgyesi, mihályfalvi, oláhtordosi temetőben), özvegyáldozat, teljes „pogányság”, a kereszténység jeleinek hiánya. Úgy tűnik, hogy az erdélyi szlávság a szláv fejlődés peremére szorult. Nyugati rokonaiknál a Meroving-, majd Karoling-birodalom hatása, a délieknél Bizánc közelsége éreztette hatását, a keleti szlávok a vikingek révén fontos kereskedelmi utak csomópontjába kerültek. Az egyetlen szláv népesség, amely ezektől a fókuszoktól elszigetelődött, az erdélyi volt.
A Kárpát-medence legnagyobb szláv urnamezője, Baráthely 2. számú temetője az egyetlen, ahol jelentékeny számú avar népesség élt együtt a szlávokkal. Az avar csontvázas temetkezések mellett a szláv hamvasztásos sírokból is előkerültek avar díszek, ékszerek. A temető szláv sírjainak többsége azonban már az avar kor utáni, néhány urnája pedig már a 10. században, a magyar honfoglalás után került a földbe.
A késő avar kor nagy kiterjedésű szláv urnatemetője a vízaknai, ahol az urnák közül 82-ben két személy hamvait találták. Ez valószínűleg azt jelzi, hogy az özvegygyilkosság, illetve önkéntes özvegyáldozat gyakorlata létezett a 8–9. századi erdélyi szlávoknál is.
A 11–12. századtól rendszeressé váló magyar írásos források és oklevelek számos szláv helynevet rögzítettek. A két Küküllő eddigi avar neve mellé új, szláv nevet is kapott Tirnava formájában.

### Dél-Erdély bolgár uralom alatt

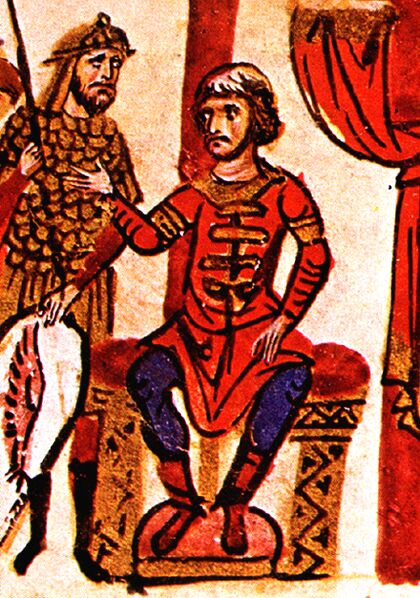
Omurtag bolgár kán ábrázolása

A kárpát-medencei avar hatalom a 9. század legelején belharcok és az azt követő frank, illetve bolgár támadások miatt összeomlott. A bolgárok betörtek az Alföldre és Erdélybe is, és a 9. század folyamán hatalmukba kerítették Erdély sóbányáinak egy részét, kereskedtek is a sóval. Megtelepedésüket bizonyítják a maroskarnai bolgár temető leletei, amelyek a korabeli dunai bolgár fazekasság jellegzetes alkotásai. hasonló bolgár telep maradványait tárták fel Csombordon is. Ezek a szigetszerű erdélyi bolgár telepek nem egy szerves terjeszkedés, hanem csoportos áttelepítés jelei, amit Omurtag bolgár kán Maros-völgyi betörésének nyomán végeztek a sókitermelés biztosítására. A leletek arra utalnak, hogy a bolgár kánság ekkor még változatos etnikai csoportjai közül Erdély e katonailag és gazdaságilag fontos határzónájába a birodalomnak nevet adó bolgár-török katonaelem tagjait telepítették. A Maros menti bolgárok központja a római Apulum, azaz a későbbi Gyulafehérvár fehér kőfalai között volt, ezért a város Belgrad elnevezése nyilván az akkoriban elszlávosodó bolgároktól származik. E nevet a környező szláv lakosság még századokig használta, és a Bălgrad név innen juthatott az azt az újkorig megőrző román nyelvbe.